# ゆりめくる日々
『ゆりめくる日々』（ゆりめくるひび）は、海月れおなによる日本の漫画作品。秋田書店の隔月刊雑誌『チャンピオンRED いちご』で2011年VOL.25から、月刊雑誌『チャンピオンRED』（同社刊）では2012年4月号から2016年6月号まで連載。

## あらすじ
ごくごく普通の一般人沙柚理は、世間知らずの破天荒お嬢様より子と偶然出会い、その優美ながらもずれた人柄に惹かれ、まるで恋人のような親しい関係となる。そんな2人の少女が紡ぐ、淡く優しく目くるめく、ちょっとおかしな秘密の恋模様。当初は女子高が舞台であったが、現在は毎回異なった職場を舞台としている。

## 登場人物
沙柚理（さゆり）
本作の主人公で、作品においてのツッコミ役。苗字は不明。高等部1年。茶髪のセミロングで、髪型は日によって様々に変化する。左目の下に泣きボクロがある。
ひょんなことからより子と出会い、親しくなったごく平凡の少女。見た目も至って普通であり、より子や鈴祢からは田舎臭いと言われている。
より子の自由奔放な行動に振り回されがちだが、彼女の心優しい性格に惹かれ、彼女のかわいい個性として受け止めている。極度の男性恐怖症を持っており、近付かれるだけで怯えてしまう。
より子（よりこ）
本作のヒロインで、作品においてのボケ役。苗字、学年は不明。黒髪のロングで、髪型は日によって様々に変化する。
沙柚理の先輩で、見た目は奥ゆかしい雰囲気のお姉さまだが、内面は常軌を逸するほどの世間知らずで、突拍子もない行動を取ることもしばしば。美的センスなども異常で、言動もデリカシーが皆無なことから、慕っている沙柚理にさえも引かれてしまうことが多い。
プライベートビーチを所持していたり、専属メイドがいたりと相当なお金持ちであることが窺える。
よく自分の髪を口に入れる癖がある。沙柚理に近づく者は人間から虫までよしとせず、静かな怒りを露としている。沙柚理と同じく極度の男性恐怖症を持っているが、彼女の前では強がっていた。
地味な少女が好みのようで、沙柚理の一番の魅力は田舎臭い所と言っている、沙柚理以外の地味な少女に告白を断った際は少し後悔していた。
北条 鈴祢（ほうじょう すずね）
優雅な雰囲気の少女、髪型は金髪のウェーブがかったロング。より子の従姉妹に辺り、彼女を強く慕っているためか、沙柚理を嫌忌しており、度々沙柚理に対して邪険な態度をとるが、その度、より子にセクハラまがいのお仕置きをされている。
よし奈（よしな）
より子の妹。眼鏡をかけており、見た目はより子と瓜二つ。沙柚理に対しては過剰なほどのかしこまった態度で接し、より子と同じく感性がずれている。
椿（つばき）
眼鏡をかけた少女。より子の専属メイドで、いつも長いマフラーを着ている。沙柚理との屋外デートの際に付き添いで来ていることが多く、錐揉み式発火法を用いたり、熊を素手で倒したりと器用な人物。
推しカップルは沙より（沙柚理×より子）。
赤木（あかぎ）
沙柚理の同級生。沙柚理とは幼稚園からの幼馴染みで、より子には嫉妬されていた。

## 書誌情報

### 単行本
- 海月れおな 『ゆりめくるシリーズ[1]』 秋田書店〈チャンピオンREDコミックス〉、既刊2巻[2]
  1. 『ゆりめくる日々』 2012年10月19日発売 ISBN 978-4-253-23473-3
  2. 『ゆりめくるお仕事』 2014年6月20日発売 ISBN 978-4-253-23474-0